# 梁满红
梁满红（1969年3月—），女，壮族，广西南宁人，中华人民共和国政治人物。现任南宁市中级人民法院副院长，民建南宁市委主委。第十四届全国政协委员。